# الأحساء
الأحساء (بالنطق المحلّي: الحَسا) اسم يطلق على مركز (المقر الرئيسي) محافظة الأحساء في المنطقة الشرقية من السعودية، وهي مدينة تتألف من مدينتي الهُفوف والمبرَّز، وتعتبر الهفوف المقر الرئيس لمدينة الأحساء حيث توجد بها أكثر الدوائر الحكومية حالياً.
تتكون حاضرة الأحساء الحالية في الأصل من مدينتين منفصلتين هما الهفوف والمبرز، وقد كان لكل منهما مطلع القرن العشرين سورها المستقل وتفصل بينهما مسافة ميلين، وكانت الهفوف عاصمةً لسنجق الأحساء العثماني. أما اليوم، فبعد التوسع العمراني الحديث، اتصلت المدينتان ببعض لتشكلان حاضرة واحدة ويفصل بينهما شارع النجاح. وما زالت الهفوف والمبرز معروفتين كمدينتين قائمتين بحد ذاتهما ولكن تشكلان منطقة حضرية واحدة، تعنى بإدارة شؤونها «أمانة الأحساء». ولا يزال اسم الأحساء يعمم على واحة الأحساء بأكملها بما فيها من القرى الصغيرة والضياع المحيطة بالهفوف والمبرز.
تبعد مدينة الأحساء حوالي 60 كم عن مياه الخليج العربي ويعتبر العقير ميناء الأحساء، وتشتهر الأحساء بالعيون كما أنها واحة زراعية يوجد فيها الكثير من النخيل، بالإضافة إلى أن هذه الواحة تلقب الآن بـِ (واحة النخيل).
والأحساء أيضاً مقرّ القرامطة الذين دمروا حاضرة المنطقة السابقة هجر سنة 899 م (286 هـ) وأنشأوا قريباً منها مدينة جديدة سموها الأحساء، وهو اسم قديم أطلق على تلك المنطقة بسبب احتباس مياه العيون تحتها. ويقال إن مقرّ القرامطة كان في موقع قرية البطالية الحالية الواقعة شمال شرق الهفوف.

## طرق الوصول إلى مدينة الأحساء
يمكن الوصول لمدينة الأحساء عبر وسائط النقل الحديثة المختلفة لوجود شبكة توفر التنقل منها وإليها في مختلف الأوقات.

### طريق الجو
يبعد مطار الأحساء الدولي عن مركز الواحة خمسة وعشرين دقيقة حيث الفنادق والأسواق ومكاتب سيارات الأجرة، ويقع إلى الغرب من مدينة الهفوف. والمطار لديه شبكة رحلات إلى الرياض وجدة والمدينة المنورة، ويمكن الوصول حالياً إلى الأحساء مباشرة من قطر ومصر، وكذلك من مدينتي الشارقة ودبي في الإمارات.

### الطرق البرية
يمكن الوصول لمدينة الأحساء عبر شبكة طرق حديثة تربطها بمدن المملكة المختلفة والدول المجاورة.
- الطرق السريعة

طريق الأحساء – الرياض
يمكن التنقل من الرياض (عاصمة المملكة) إلى الأحساء عبر الطريق السريع بمسافة (350 كلم) ويمكن المرور على تحويلة خريص إذا رغب الزائر في ذلك. كما يوجد طريق آخر عبر مدينة حرض والخرج. ومن الرياض يمكن التنقل إلى مكة المكرمة والمدينة المنورة.
طريق الأحساء – الدمام
يمكن التنقل من الدمام عبر طرق سريع بمسافة (160 كلم) وهو نفس الطريق الذي يؤدي من الأحساء إلى بقيق في منتصف المسافة، وهو نفسه إلى الظهران والخبر والقطيف والجبيل وإلى البحرين والكويت والشام.
طريق الأحساء – الدوحة (قطر)
يمكن التنقل من الدوحة إلى الأحساء عبر طريق سريع دولي، وتعد مدينة سلوى بالأحساء هي المعبر الحدودي إلى قطر، وتبعد (150 كلم)
والوصول للدوحة بمسافة (100 كلم) منها.
الأحساء ـ الإمارات (الحدود)
طريق سريع يتجه غرباً إلى حرض ثم إلى الشرق حتى البطحاء، ويخترق وادي المياه بالأحساء.
طريق الأحساء – أبوظبي
يمكن التنقل عبر طريق سريع مروراً بمدينة سلوى وحتى المعبر الحدودي عند البطحاء بمسافة بينه وبين الأحساء (250 كلم). وللوصول لِـ أبو ظبي من الحدود حوالي أربع مئة كيلو متر ومن نقطة المفرق يمكن الوصول إلى إمارة دبي، ومنها أيضاً يمكن الوصول إلى دولة عمان مروراً بالعين.
الأحساء – مسقط
يمكن التنقل إما عن طريق المرور بدولة الإمارات أو عبر تواصل الطريق الدولي من معبر البطحاء داخل الأراضي السعودية وحتى حدود سلطنة عمان.
طريق الشمال
وهو يبدأ من الأحساء ويتجه إلى شمال المملكة يوجد عدد من شركات النقل بالباصات، كما يوجد عدد من شركات الأجرة للسيارات الصغيرة بسائق أو دون سائق، كما يتوفر داخل المدينة سيارات الأجرة العادية، ويتوفر التاكسي على النداء.
- القطار

توفر المؤسسة العامة للخطوط الحديدية حركة نقل آمنة بين الأحساء والدمام وبين الأحساء والرياض فالقطار يتحرك ابتداءً من الأحساء أو يمر من خلال محطتها وذلك لوجود عدد من الرحلات بدرجات مختلفة على مدى الأربع والعشرين ساعة وطوال الأسبوع.
وتقع المحطة في منطقة وسطية بين مدينتي الهفوف والمبرز، ويمكن الوصول لمركز أي منهما خلال خمس دقائق.
- محطات الباصات

توجد خطوط نقل بري بين الأحساء ومختلف مدن المملكة، كما توجد محطة للنقل الجماعي وكذلك النقل بالحافلات الخاصة.
'ثالثا/ الطرق البحرية:
بالإمكان مستقبلاً الوصول إلى الأحساء عن طريق البحر، وذلك لوجود ميناء العقير، ولتعدد وسائل الوصول إلى الأحساء يجعلنا ندرك بشكل أكبر أهمية موقع الأحساء الاستراتيجي.

## أحياء مدينة الأحساء
- الصالحية
- الشعبة
- المطيرفي
- السياسب
- الفاضلية
- الشروفية
- اليحيى
- الخالدية
- البندرية
- الحزم
- محاسن أرامكو
- شرق الأستاد
- الرفعة الجنوبية
- الرفعة الشمالية
- النايفية
- الخرس والشهاب
- جنوب الهفوف
- المنار
- المِنَح
- محاسن البلدية
- القادسية
- المثلث
- الأندلس
- العتبان
- الملك فهد
- اسكان الحرس الوطني
- القديمات
- النزهة
- الإسكان العام
- الغسانية
- الشعبة
- الكوت
- المسعودي
- النعاثل
- المزروع
- الواحة
- الراجحي
- الرقيقة
- الراشدية
- المحمدية
- العيوني
- الصناعية
- محمد وعبد اللطيف العيسى
- السلمانية الشمالية
- السلمانية الجنوبية
- المزروعية
- الروضة
- الخرس
- الشهابية
- العويمرية
- المعلمين الشرقية
- المعلمين الغربية
- بوسحبل
- البصيرة
- المقدام
- جواثا
- الناصرية
- غصيبة
- الحليلة
- الربوة

## أهم شوارع مدينة الأحساء
- طريق الملك عبد الله الدائري (دائري الهفوف والمبرز):-

أحدث وأكبر طريق تم إنشاؤه في الأحساء، يربط أجزاء المدينة بعضها ببعض شرقاً وغرباً، شمالاً وجنوباً ليكون بذلك حلقة مغلقة حول المنطقة بأكملها وهذا يفسر سبب تسميته.
- طريق الظهران:

أحد أشهر وأول الطرق التجارية وأهمها على الإطلاق. يبدأ كطريق محلي من المبرز ليكمل مساره خارج المدينة كطريق سريع يمر بمحافظة (بقيق) وينتهي بثلاث طرق رئيسية متفرعة: غرباً باتجاه الدمام ثم القطيف، وشمالاً إلى طريق الملك عبد العزيز للوصول إلى ميناء الملك عبد العزيز البحري، وشرقاً نحو جنوب الظهران وانتهاءً بوسط الخبر وذلك عبر طريق مجلس التعاون الخليجي الممتد إلى مملكة البحرين.
- طريق الخليج (يعرف بخط قطر):

طريق رئيسي مكمل لطريق الرياض الذي ينتهي بمدخل الأحساء، صمم تسهيلاً للقادمين من المنطقة الوسطى في العبور السريع خلال المنطقة إلى دول الخليج، ويعتبر هو الطريق الرئيسي الوحيد المؤدي لتك الدول مضاف إليه طريق حرض. يمتد من جنوب الهفوف ليمر بحرم جامعة الملك فيصل الجديد عند تقاطعه مع الدائري الجنوبي وينتهي بمنطقة سلوى الحدودية بين السعودية وقطر، ويستمر الطريق ذاته إلى دولة الإمارات ثم إلى عمان، ويضطر سكان قطر المسافرين براً حالياً لدخول الحدود السعودية حتى يصلوا إلى هاتين الدولتين.

## تطور الأحساء
(قائمة بمشاريع أمانة الأحساء)
شهدت الأحساء تغير ملحوظ في الخدمات المنفذة من قبل البلدية في بدايات 2005. ضمن ترقية بلدية الأحساء إلى أمانة سنة (2009) حصلت القفزة النوعية لتطوير محافظة الأحساء بأكملها حيث خططت العديد من المشاريع الضخمة التي نهضت بها ونقلتها لمستوى عالي بدءً بالبنية التحتية وانتهاءً بخدمات الترفيه والسياحة لتكون مهيئة أكثر لاستقبال الزوار من الخارج علاوة على الزوار المحليين، ولا يزال رفع جودة الخدمات وإنشاء المشاريع مستمراً حتى الآن. في تاريخ 21 ربيع الأول 1436 هـ الموافق 12 يناير 2015 تستكمل أمانة الاحساء إجراءاتها لترسية 22 مشروعاً خدمياً وتطويرياً بتكاليف تُقدر بـ 350 مليون ريال، وذلك ضمن ميزانية الأمانة للعام المالي 1436/1437 هـ.

## إصدارات وكتب عن الأحساء
- كتاب تحفة المستفيد بتاريخ الأحساء في القديم والجديد للمؤلف الشيخ القاضي محمد بن عبد الله آل عبد القادر الأنصاري الأحسائي، ويعد أول كتاب عن تاريخ الأحساء الجغرافي (التاريخ الجغرافي السياسي) ولم يهتم في التاريخ الاجتماعي ويأتي على جزأين.[16]
- كتاب الأخبار عما في الأحساء من التراث والآثار للمؤلف خالد بن فوزان الفوزان.[17]
- كتاب عين نجم بالأحساء من تأليف المهندس الأديب خالد بن أحمد آل مغلوث وشمل دراسة تاريخية ووثائقية والكتاب على صغر حجمه إلاَّ أنه حوى من الفوائد والغرائب ما ليس في المجلدات.[18]
- كتاب تحفة الألباء بتاريخ الأحساء لمؤلفه سليمان الدخيل.
- كتاب واحة الأحساء للمؤلف ف. ش. فيدال، وترجمه الدكتور عبد اللَّه ناصر السبيعي إلى العربية. إضافة للمعلومات المذهلة التي احتواها الكتاب عن الواحة فإنه رسم صورة عن الحياة الاجتماعية والاقتصادية والسياسية والأمنية.[19]
- كتاب تاريخ الأحساء السياسي 1818-1913 للدكتور محمد عرابي نخلة.
- كتاب منطقة الأحساء عبر أطوار التاريخ تأليف خالد بن جابر الغريب.
- كتاب الأحساء، دراسة جغرافية لمؤلفه د. عبد الله سعد الطاهر.
- كتاب النبات البري في محافظة الأحساء لمؤلفه الباحث عطاء بن علي بن سالم العطاء من بلدة الطرف.
- كتاب شعراء من الأحساء للمؤلف إبراهيم عبد اللطيف الحداد.
- كتاب صفحات من تاريخ الأحساء تأليف عبد الله أحمد الشباط.
- كتاب تاريخ هجر تأليف عبد الرحمن عثمان الملا. ويأتي على جزأين.
- كتاب أعلام من الأحساء تأليف عبد الرزاق البابطين.
- كتاب شخصيات رائدة من الأحساء تأليف معاذ بن عبد الله آل مبارك.
- كتاب من أعلام مدينة المبرز تأليف عبد الله عيسى الزرمان.
- كتاب مدينة المبرز تأليف د. عبد الله سعد الطاهر.
- كتاب المختار من الأمثال الشعبية في الأحساء للشيخ إبراهيم عبد المحسن العبد القادر.
- كتاب 500 سؤال وجواب عن الأحساء تأليف إبراهيم حسين الإبراهيم.
- كتاب الموسوعة التامة في الثقافة العامة تأليف إبراهيم حسين الإبراهيم. ويأتي على جزأين.
- كتاب ملوك وحكام وأمراء الأحساء.
- كتاب الأسرار الخفية في معالم الأحساء الأثرية.
- كتاب الأمثال الشعبية في الأحساء.
- كتاب الأحساء والقطيف في عهد الدولة السعودية الأولى.
- كتاب المجتمع الأحسائي المعاصر.
- كتاب من الذاكرة الأحسائية.
- كتاب حضارة واحة الأحساء الزراعية.
- كتاب الأحساء في عيون الشعراء.
- كتاب الأوضاع السياسية والاقتصادية والاجتماعية في اقليم الأحساء 1288-1331 هـ.
- كتاب مدينة الهفوف.
- كتاب هجر وقصباتها الثلاث.
- كتاب جواثا تاريخ لصمود.
- كتاب صفحات من تاريخ الأحساء.
- كتاب نبع الذاكرة.
- كتاب القطيف والأحساء آثار وحضارة.
- كتاب الديوان المصور لشعر علي بن المقرب للباحث التاريخي عبد الخالق الجنبي.
- كتاب  من الذاكرة الأحسائية للمؤلف والباحث التراثي/الأستاذ أحمد بن حسن البقشي.
- كتاب الترويح بين الماضي والحاضر في محافظة الأحساء تأليف د. عبد الله سعد الطاهر (٢٠٢٠).

## وصلات خارجية
- الخارطة التفاعلية لمدينة الأحساء
- دليل هواتف الأحساء الشامل